# Maakhir
Maakhir – nieuznawane państwo, proklamowane w Somalii 1 lipca 2007 roku, połączone z Puntlandem 11 stycznia 2009 roku. Maakhir obejmował północną część terytoriów spornych pomiędzy Puntlandem a Somalilandem, zamieszkaną przez klan Warsangali. Stolicą kraju był Badhan, a jego prezydentem Jibrell Ali Salad.

## Stosunki zagraniczne
Żaden kraj na świecie nie uznał deklaracji autonomii Maakhiru. Państewko to było w stanie konfliktu z oboma sąsiednimi republikami, powstałymi po rozpadzie Republiki Somalii - Puntlandem i Somalilandem. Oprócz oczywistych względów terytorialnych, spory z Puntlandem dotyczyły wydobycia surowców, głównie handlu węglem drzewnym. Na pograniczu stale dochodziło do wymiany ognia, a po aresztowaniu w Puntlandzie polityka z klanu Warsangali, siły Maakhiru zablokowały drogę prowadzącą do portu Bosaso. Jeszcze poważniejszy przebieg miał konflikt z siłami Somalilandu, które dwukrotnie wkraczały na terytorium kraju.

## Koniec autonomii
Ze względu na groźbę inwazji ze strony Somalilandu, problemów wewnętrznych administracji i panującą suszę, 6 kwietnia 2008 r. parlament Maakhiru został rozwiązany. Przywódcy klanowi uznali, że zamiast liczyć na stworzenie nowych władz, wystawią własnego kandydata w wyborach prezydenckich w Puntlandzie. Generał Abdullahi Ahmed Jama "Ilkajiir" nie został prezydentem, ale objął stanowisko Ministra Spraw Zagranicznych. Maakhir ponownie stał się częścią Puntlandu.